# Mazda 929
O 929 é um sedan de porte grande da Mazda, fabricado entre 1973 e 1995.

## Galeria

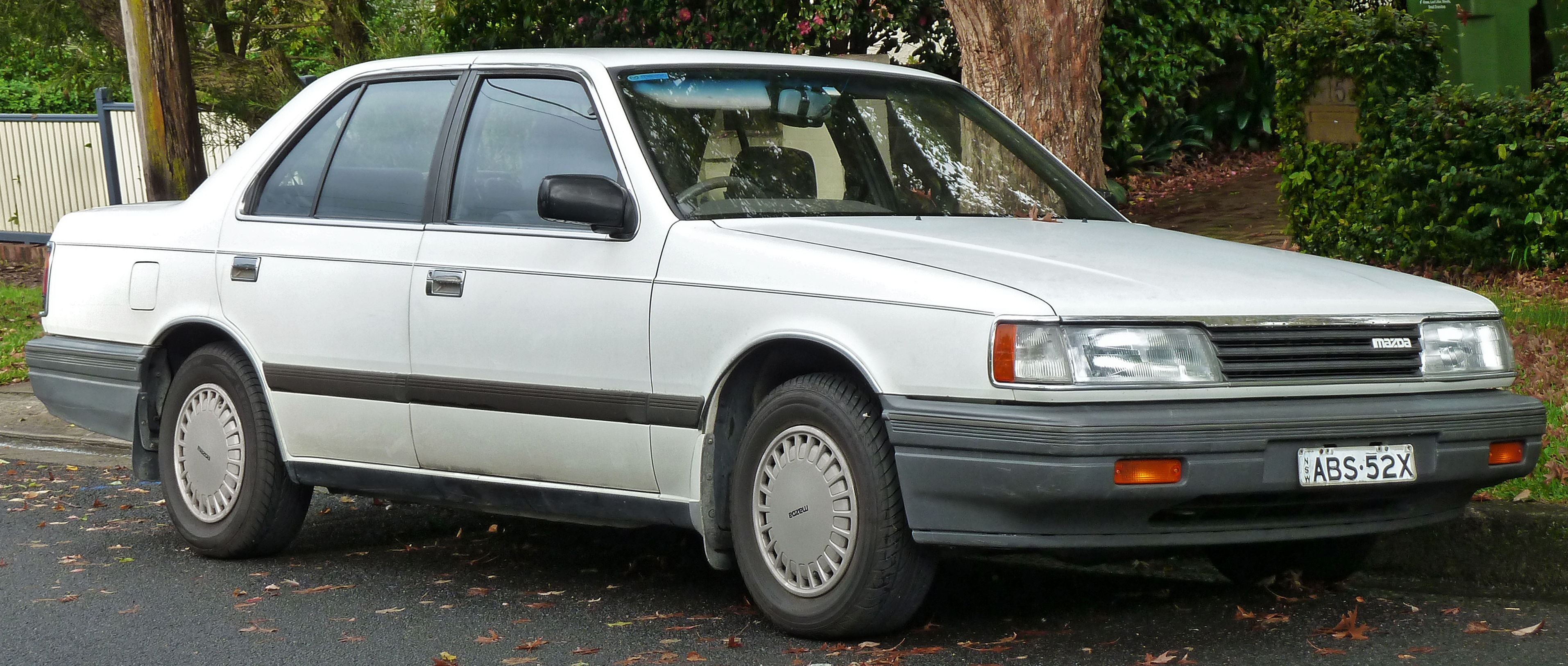
Mazda 929 (1987).
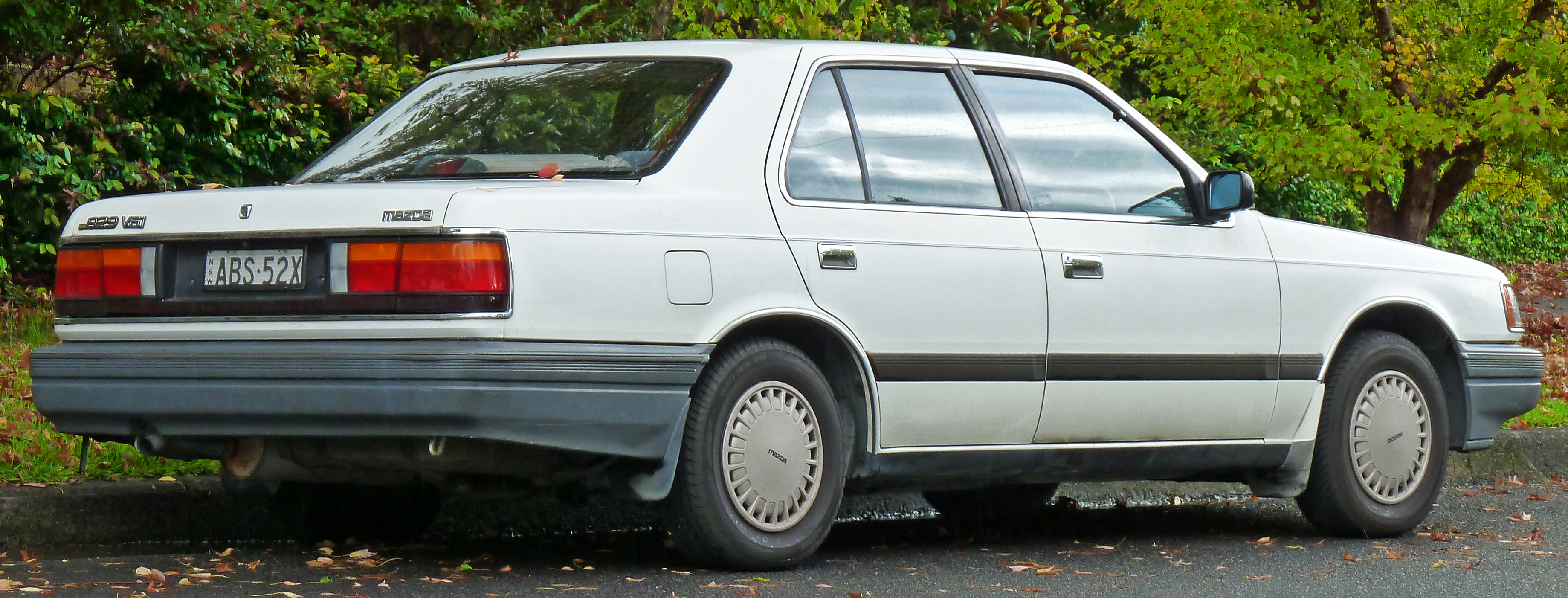
Mazda 929 (1987).
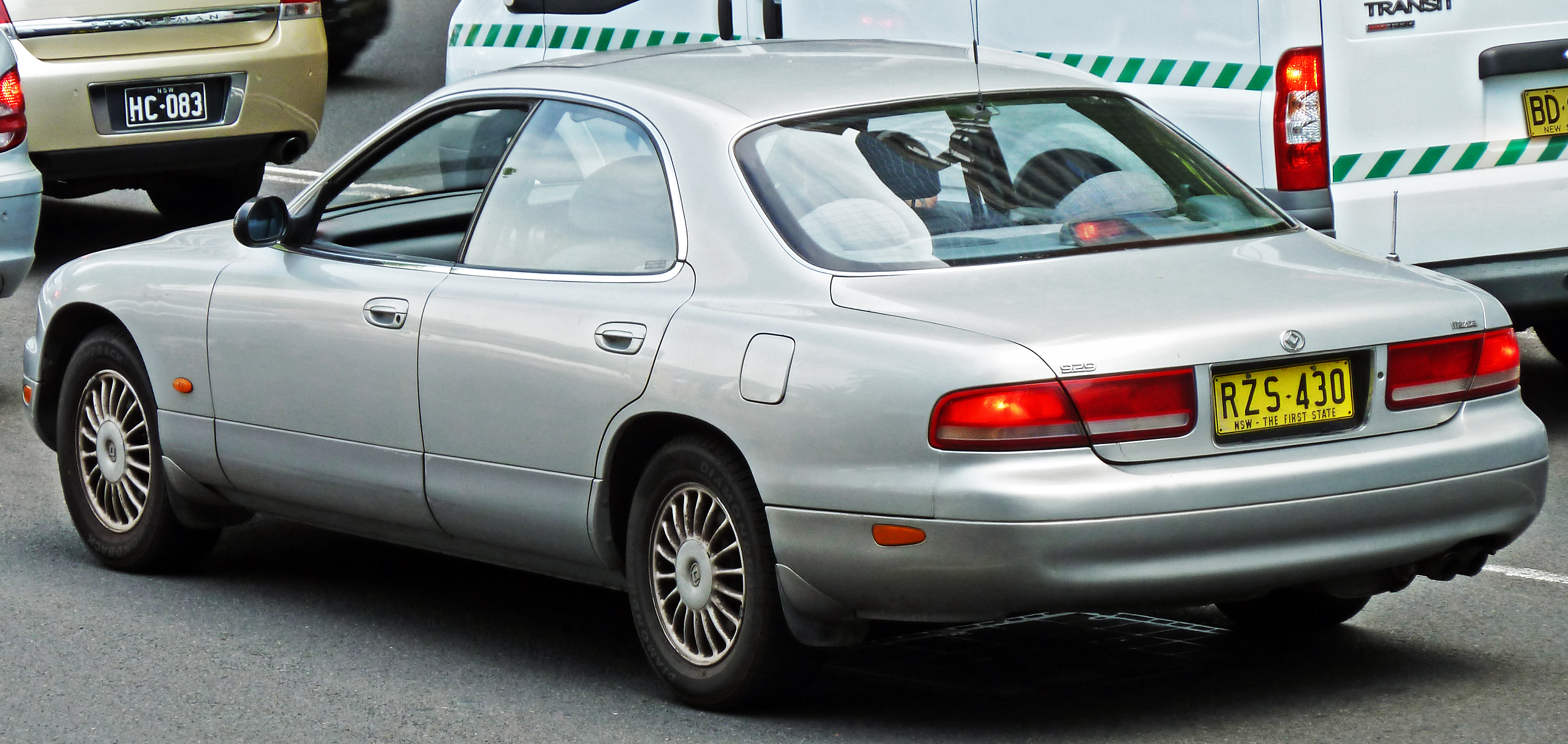
Mazda 929 (1991).